# Clinostomus
Clinostomus is een geslacht van straalvinnige vissen uit de familie van karpers (Cyprinidae).

## Soorten
- Clinostomus elongatus (Kirtland, 1840)
- Clinostomus funduloides Girard, 1856